# Phaeophilacris minuta
Phaeophilacris minuta is een rechtvleugelig insect uit de familie krekels (Gryllidae). De wetenschappelijke naam van deze soort is voor het eerst geldig gepubliceerd in 1957 door Chopard.